# انچور بای (کالیفرنیا)
انچور بای، کالیفرنیا (به انگلیسی: Anchor Bay, California) یک منطقهٔ مسکونی در ایالات متحده آمریکا است که در کالیفرنیا واقع شده‌است.

## خصوصیات
انچور بای ۹٫۰۹۸ کیلومترمربع مساحت و ۳۴۰ نفر جمعیت دارد و ۳۲ متر بالاتر از سطح دریا واقع شده‌است.